# José Enciso Ulloa "Joe Chamaco"
Joe Chamaco (Guaymas, México, 1910 - 1975 ) fue un exjugador de billar a tres bandas y posiblemente la figura más dominante del billar en México.

Enciso Ulloa, el más grande jugador de billar que ha dado México, nació en Guaymas el 2 de julio de 1910.
Empezó a jugar desde los nueve años en un billar propiedad de su padre, de ahí el mote de “Chamaco”.  Practicaba por las noches, cuando el billar estaba cerrado y era sólo para él.
A los 12 años se trasladó a Nogales, donde trabajó en el billar de Frank Diamond. Después se trasladó a Los Ángeles, donde trabajó en los astilleros sin dejar de practicar durante las noches.
Su espíritu aventurero lo llevó a Nueva York en 1938 y allí fue campeón del mundo dos veces.
En noviembre de 2000 Ernesto Zedillo Ponce de León lo premió como el mejor Billarista Mexicano del siglo, junto a figuras de la talla de Carlos Torre en el Ajedrez, Julio César Chávez en Boxeo, Hugo Sánchez en Fútbol y Fernando Valenzuela en el Béisbol.

## Anécdotas
Durante la década de los años 40s Joe Chamaco como era popularmente conocido, dado que poca gente conocía su verdadero nombre e inclusive, algunos creían que se llamaba así, hizo una visita a la ciudad de Villahermosa, Capital del Estado de Tabasco, en donde jugó en carambola de tres bandas con varios aficionados de esa ciudad. Sin embargo, tuvo un juego con un aficionado, de nombre Néstor Blancas Aguirre, que practicaba en el billar llamado La Villa de la Portilla el cual le dio pelea en el juego del billar, ante el delirio de los asistentes que llenaron el local y después de jugar varias horas, hasta que finalmente como era de esperarse aunque con mucho trabajo, ganó Joe Chamaco. 
Al finalizar el encuentro, Joe Chamaco lo felicitó y le preguntó que si quería ser profesional a lo cual Néstor Blancas no aceptó. Él decía que era una distracción y no una profesión. Esos eran los pensamientos de ese aficionado tabasqueño.
En esos mismos años visitó Tampico, Tamaulipas, y en el puerto jugó con el hijo del dueño de los billares "César Cárdenas Salinas" y le hizo una apuesta: quién llegaba primero a 1000 carambolas. Él le daba al retador 500 de ventaja y solo había una condición: Chamaco tiraría primero; el Joven Cárdenas no aceptó y ganó él la salida, o sea el derecho de tirar primero, le ganó a Chamaco puesto que este no tiró ni una sola oportunidad. Ese joven también lo tomaba como distracción, ya que después fue médico cirujano graduado por la UNAM.